# Happy Birthday, Mr. President

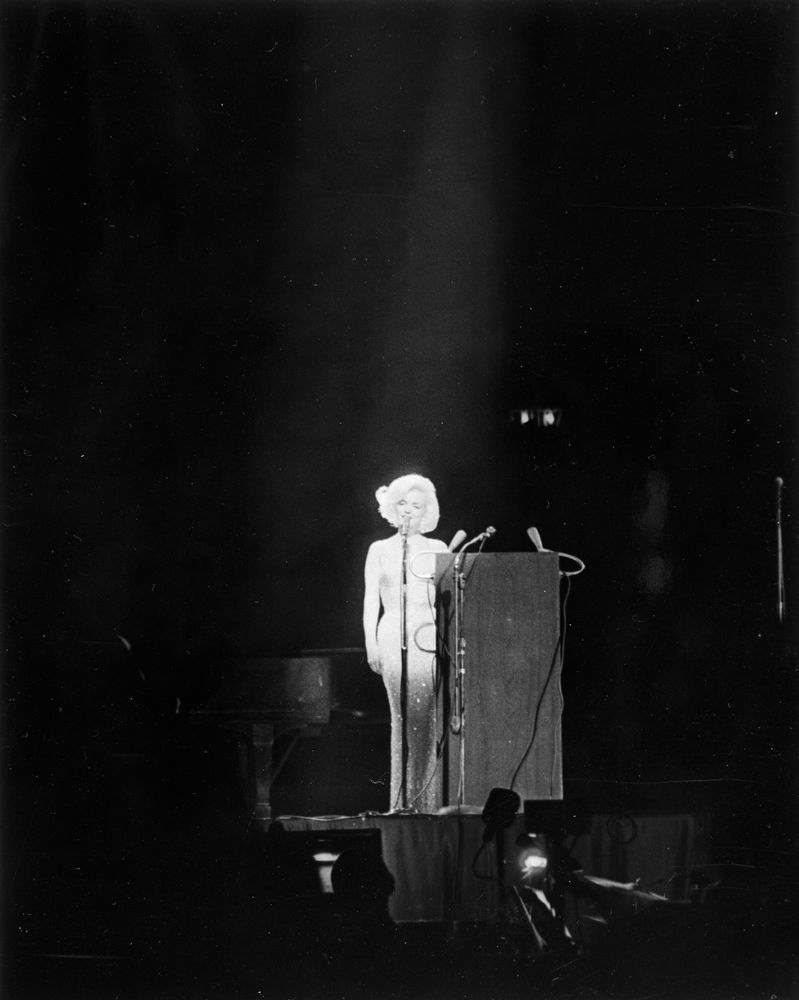
Marilyn em sua performance histórica.

Happy Birthday, Mr. President (Feliz Aniversário, Sr. Presidente) é como ficou conhecida a performance da atriz Marilyn Monroe da canção Parabéns a Você, ocorrida na noite do sábado 19 de maio de 1962, numa festa em homenagem ao presidente dos Estados Unidos John F. Kennedy, e de arrecadação de fundos para o Partido Democrata no Madison Square Garden em Nova York, gerando imagens ao mesmo tempo sexy e escatológicas: ela morreria cerca de três meses depois, e JFK em menos de um ano e meio. Kennedy somente completaria 45 anos dali a dez dias, em 29 de maio.
A performance (que nos últimos cinquenta anos tem sido analisada, celebrada e parodiada) foi transmitida pela televisão para 40 milhões de americanos, e acabou por alimentar boatos de que a grande estrela do cinema tinha um romance secreto com o presidente. É considerada a mais famosa apresentação desta canção, e o vestido que usou se tornou o mais caro do mundo.

## Antes da festa

Anotação de Marilyn na agenda

Marilyn era amiga do casal Peter Lawford, ator, e Patricia Kennedy Lawford (Pat, irmã do presidente) — e foi por intermédio desta que ela recebeu o convite para cantar na festa em homenagem ao presidente, formulado por ninguém menos do que a esposa dele, Jackie. Quando recebeu o convite para ir a Nova York, muitas pessoas questionaram que ela abandonava as filmagens de Something's Got to Give (que restou inacabado e já enfrentava problemas com a instabilidade da saúde da estrela). Mort Viner, empresário de Dean Martin, chegou a questionar o ator, que contracenava com ela nas filmagens, de que a ida de Marilyn a Nova York mostraria que ela não tinha tanto compromisso com o trabalho, ao que o ator teria replicado: "Hei, você não pode culpá-la, Mort. Olha, se Jackie Kennedy me pedisse para cruzar o país e cantar parabéns para ela, eu teria ido."

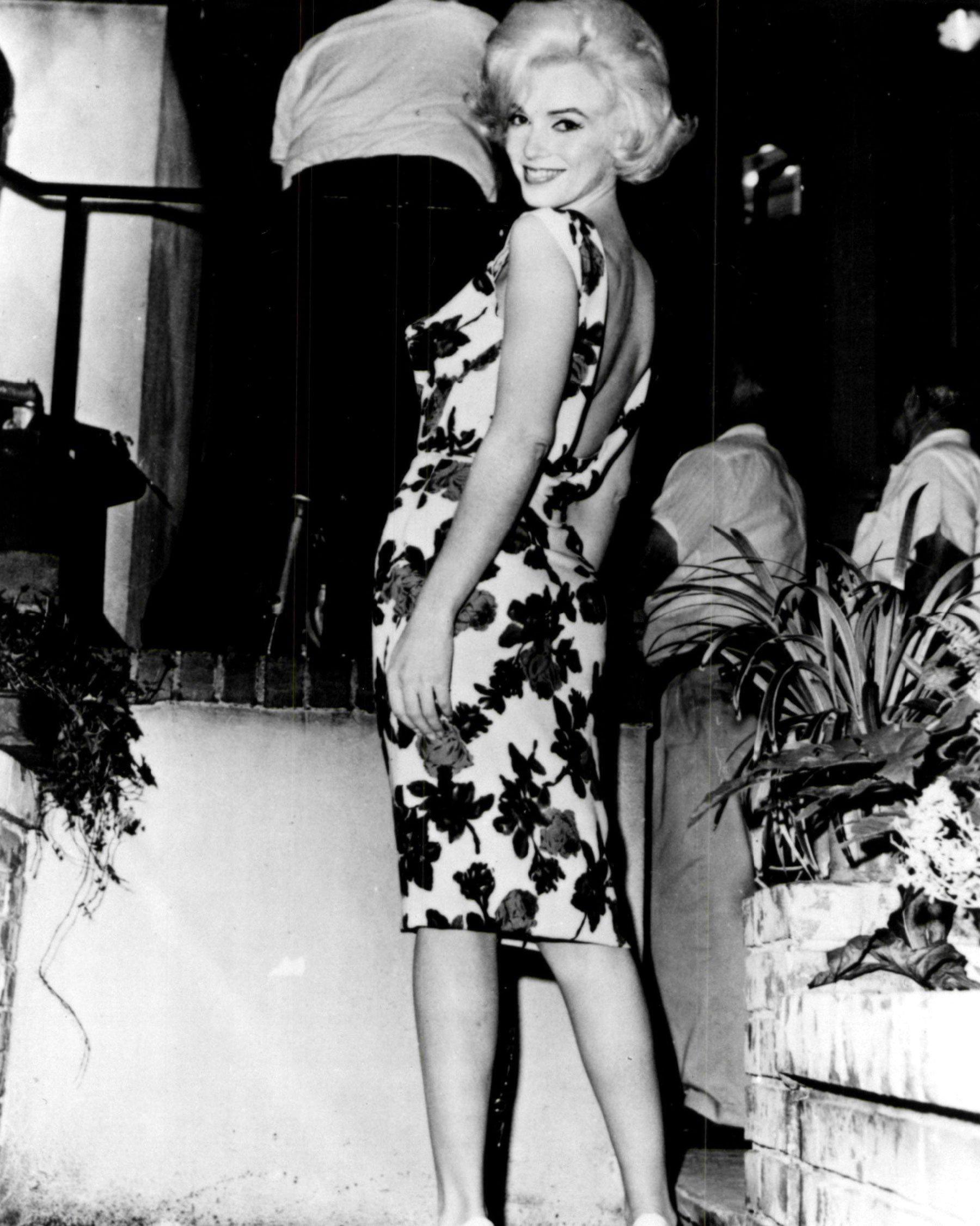
Marilyn na gravação de Something's Got to Give: ela surpreendeu deixando as filmagens para ir à festa.

A stand-in de Marilyn, Evelyn Moriarty, relembra que todos no estúdio ficaram chocados com a decisão dela: "Foi muito surpreendente. Todos nós só pensamos que as coisas não poderiam ficar piores. Tudo era muito imprevisível, terrível. Mas ela obteve permissão, mesmo que ficasse longe de tudo."
Apesar de todos os problemas, Marilyn deixou Los Angeles rumo a Nova York, no dia 17 de maio. Ela declarou, então, à imprensa: "Avisei o estúdio há seis semanas que estava indo. Considero uma honra comparecer perante o Presidente dos Estados Unidos". Os executivos da 20th Century Fox não queriam que ela viajasse, e a demitiram por conta da indisciplina, mas depois voltaram a contratá-la para terminar o filme (o que, com a morte da atriz, não se concretizou).
Rumores de um romance entre Marilyn e os irmãos Kennedy - Bobby e John - nunca restaram comprovados, mas além da amizade com Pat, é certo que ambos os irmãos eram muito importantes para ela; pesquisas mais recentes dão conta de que Marilyn estava em conflito e sua decisão não foi tão fácil quanto aparentava; ela então se aconselhou com sua amiga Pat K. Lawford, que foi clara respondendo que ela seria uma tola se fosse a Nova York - algo que não deve ter sido fácil para Pat, já que ao ser honesta com a amiga contrariava os interesses do irmão presidente - mas Marilyn certamente achou que, indo à festa, demonstraria aos Kennedy que se sacrificava por eles - afinal, colocava sua carreira em risco para ser solidária ao presidente.
Em documentário de 2014 feito por Daphne Barak foi exibida a agenda de Marilyn, que era datilografada por sua secretária, onde se lê uma rara anotação manuscrita feita por ela, ao lado do compromisso no dia da festa: “For Birthday Ball” e, na data de retorno, ela deixou uma dúvida: “May 20th? May 21st?” – o que revelaria uma expectativa de que pudesse passar algum tempo com o presidente.
Marilyn gastara cinco mil dólares comprando cinco ingressos para a festa (cada um valia U$ 1,000.00); isto lhe daria direito a participar de uma ceia privada com o presidente depois do evento, e também revelava o quão insegura ela era dos próprios encantos.

### Marilyn em Nova York

Marilyn e o Presidente, em foto anterior à festa: a performance alimentou os boatos de um romance.

Em Nova York Marilyn ficava na casa que fora dela quando estava casada com Arthur Miller e onde tinha um pequeno piano branco, que usou para ensaiar a apresentação — o que fez durante horas, só parando para que Nicky, seu cabeleireiro, a penteasse, e a maquiadora Marie Irvine lhe retocasse; seu voo de Los Angeles havia atrasado e ela não dormira, de forma que quando os maquiadores chegaram pela manhã ela demorou uma hora para abrir a porta, pois estava dormindo por conta do cansaço – o que voltou a fazer em seguida, até o meio-dia.
Logo depois que a atriz saiu rumo ao Madison Square Garden, a maquiadora notou que Marilyn esquecera os brincos; mesmo sabendo que ela não era afeita a usar joias, os brincos complementavam o visual da noite; Marie então tomou um táxi e foi ao Madison, onde convenceu a segurança a permitir-lhe entrar para entregar o acessório e, lá dentro, notou que vários artistas (como Harry Belafonte) esperavam juntos pela hora de se apresentarem, e apenas Marilyn possuía um camarim próprio.
A atriz tinha especial predileção pela cidade, onde morara enquanto casada com Miller (1956—1961), havendo numa entrevista ao programa de Dave Garroway na emissora de rádio NBC declarado que gostaria de passar os últimos anos de sua vida no Brooklyn; em Nova York Marilyn chegou a montar uma empresa de produção (de breve existência) e chegou a ser aluna de Lee Strasberg; ali também protagonizara dois de seus momentos mais emblemáticos: a cena no metrô em Manhattan, de 1955, e a "bela serenata loira" ao presidente, de 1962.

### JFK em Nova York

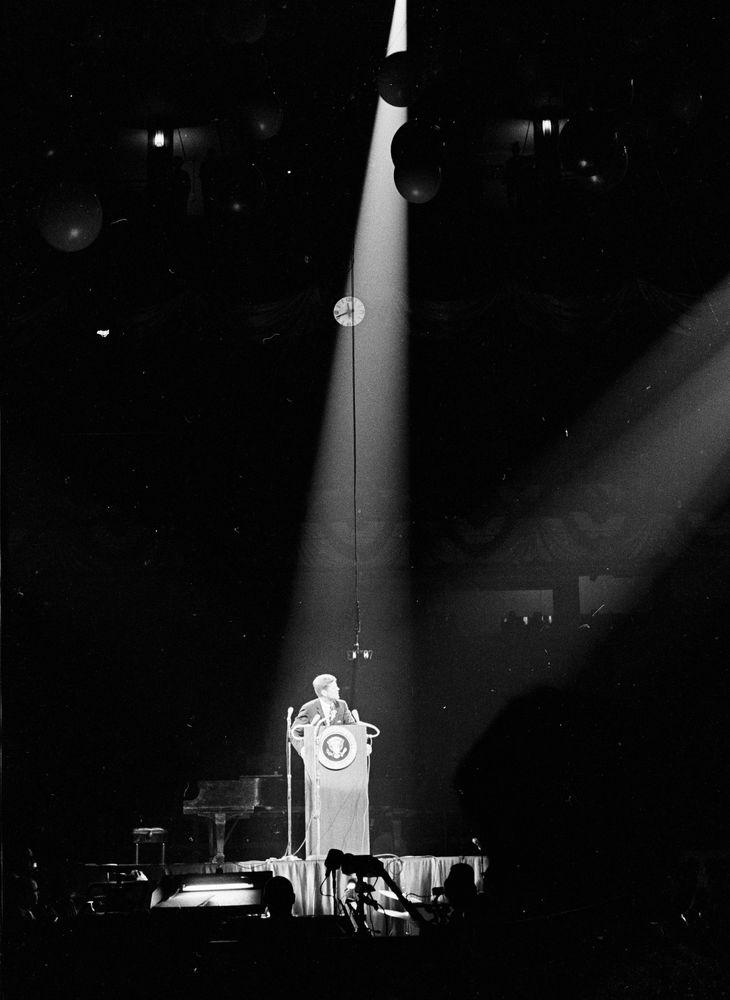
JFK discursa, no Madison.

Kennedy foi para Nova York um dia antes da festa, na sexta-feira, onde realizou às 18 h uma reunião com a família, que incluiu seu irmão Bobby, então o procurador-geral; o presidente visitaria ainda seu pai no sábado, o ex-embaixador Joseph P. Kennedy, de 73 anos, que estava em tratamento no Institute for Physical Medicine and Rehabilitation após o derrame que sofrera e o deixara paralisado: a visita começou às 11:30 h, e o presidente cumprimentou vários dos deficientes ali internados, bem como a equipe médica que tratava de seu pai (o velho Kennedy assistiria à festa pela televisão, em seu quarto hospitalar).
Kennedy chegou ao Madison às 21:10 para a recepção, ocupando uma posição especial junto a outros notáveis que incluíam o vice-presidente Lyndon Johnson, o prefeito Wagner e sua esposa, Arthur B. Krim e esposa (ele presidente da United Artists) e James A. Farley, entre outros; antes ele havia participado de um jantar com 400 líderes democratas, no restaurante "Four Seasons", na Park Avenue.
Depois da festa ele foi para a recepção oferecida por Krim aos figurões da política e do meio artístico, sendo no caminho saudado por cerca de dez mil pessoas que foram às ruas para vê-lo; foi ainda a um evento de construção de casas populares que também reunira 15 mil pessoas, chegando quando discursava o governador Rockefeller, republicano, que teve de interromper sua fala pois a multidão começou a cantar parabéns ao presidente.

## A festa

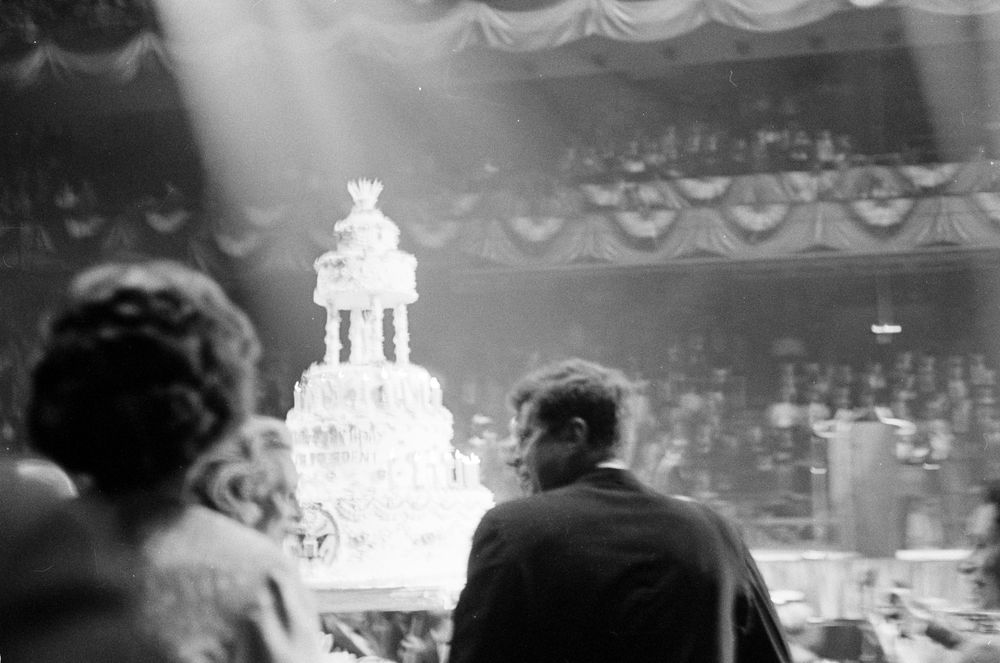
JFK e o gigantesco bolo de aniversário.

A festa de aniversário fora um pretexto para o Partido Democrata arrecadar fundos e quitar as dívidas da campanha presidencial de Kennedy. A produção do espetáculo ficou a cargo do compositor e arranjador Richard Adler, que acabou realizando um espetáculo extravagante e inesquecível.
As dívidas da campanha presidencial de 1960 levaram a Casa Branca a organizar o evento convidando diversas celebridades. Além de Marilyn, última a aparecer, se apresentaram também naquela noite Ella Fitzgerald, Maria Callas, Jack Benny e Peggy Lee, entre outros. Foram vendidos 400 dos ingressos da parte superior ao preço de 1.000,00 dólares cada, e com as cerca de 15 mil pessoas presentes estimou-se que a festa tenha arrecadado um milhão de dólares.
A multidão comparecera à festa de gala no Madison Square Garden em plena primavera novaiorquina quando Marilyn, então com 35 anos de idade, ficou sob os holofotes em um palco escuro, usando um vestido que de tão apertado parecia ter sido costurado sobre seu corpo. Ela causara impacto desde sua chegada, acompanhada pelo ex-sogro Isidore Miller.
Após a apresentação da atriz, Kennedy subiu ao palco e agradeceu, dizendo: "Obrigado a você. Eu agora posso me aposentar da política, depois de ter o 'Feliz Aniversário' cantado para mim de uma forma tão doce, saudável."
Marilyn, que fora acompanhada pelo ex-sogro, no momento em que finalmente falou ao presidente proximamente esqueceu-se até mesmo de cumprimentá-lo e foi logo apresentando Isidore Miller: "Quero que Vossa Excelência conheça meu sogro", esquecendo-se também que não havia mais este laço familiar: Isidore, três meses depois, pareceu aos jornalistas aquele que mais sentira a morte da atriz, e havia tentado falar com ela no dia em que morreu, sem sucesso.
Em seguida Marilyn, Kennedy e muitas outras pessoas participaram de uma festa em casa de um executivo do cinema; aquela noite marcou o último encontro público dos dois. A atriz Susan Strasberg, biógrafa do então vice-presidente Lyndon Johnson (cuja esposa também não acompanhara o marido), contou que ele havia enfiado a mão sob a saia de Marilyn, nesta festa posterior, tentando fazê-la sentar-se no seu colo - mas os biógrafos da atriz registram que ninguém a apalpou naquela noite.

### A ausência de Jacqueline Kennedy

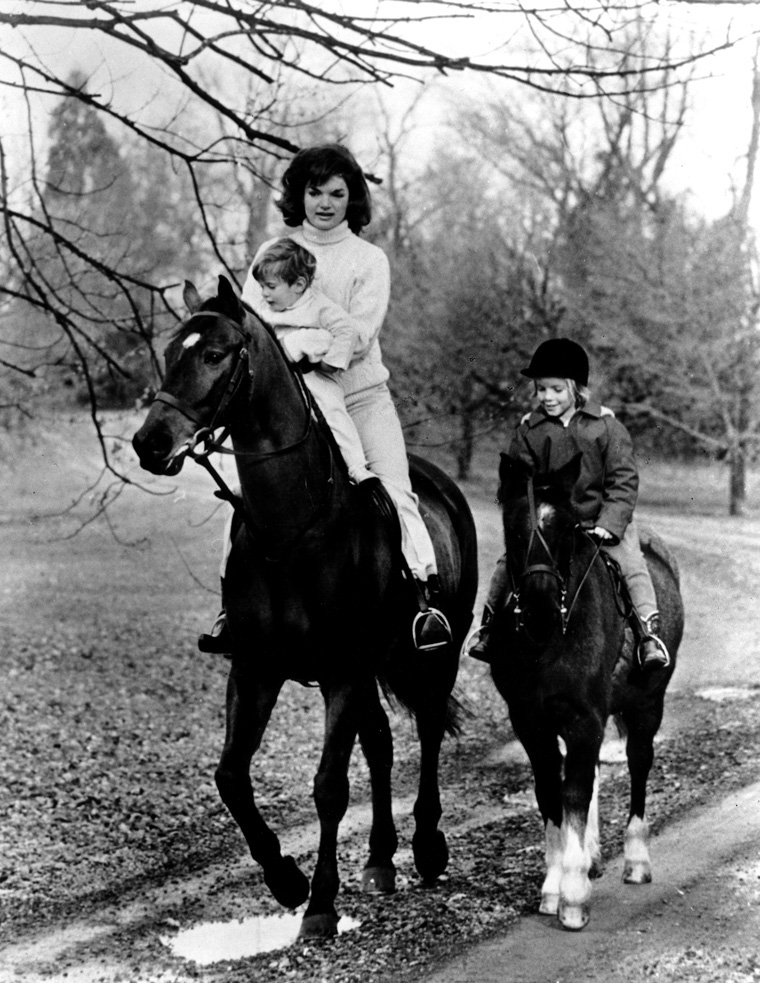
Jackie com os filhos e sua paixão: cavalos (1962).

Muitos autores registraram que Jackie evitava festas com a presença de Marilyn de propósito, para evitar encontrá-la; um detalhe que eles ignoram é o fato de que não era, de fato, aniversário do presidente, mas uma antecipação.
A família tinha alugado uma fazenda de 400 acres chamada "Glen Ora", em Middleburg (Virgínia), conhecida por ser própria para caça à raposa. Ali depois compraram uma área de 39 acres, chamada "Wexford", em que construíram uma casa, onde a primeira dama praticava esse esporte e exercitava a equitação e sua paixão por cavalos.
No dia da festa, Jackie tinha participado de um show equestre no Horse Show Loudoun Hunt, onde montou no cavalo "Minbrene" que era de sua propriedade junto à Srª Paul Fout, e participou de várias competições. Alguns, então, disseram que ela fora ao evento equestre apenas para relaxar sobre o caso amoroso entre o marido e Marilyn — o que seria falso, pois se ela tinha total afinidade com cavalos, o mesmo não se dava com os eventos políticos, que desprezava.

## A performance

Marilyn entrega o casaco a Peter Lawford, cunhado do Presidente.

Na festa Marilyn foi apresentada por Peter Lawford como "a atrasada Marilyn Monroe", fazendo piada com o fato de que a atriz era famosa por nunca chegar na hora para os compromissos. Embora ela houvesse chegado cedo, a atriz Joan Copeland, irmã mais nova de Henry Miller e ex-cunhada de Marilyn, que também estava lá, contou mais tarde que ela se perdera ao procurar a saída correta entre o camarim e o palco, e correu de um lado para o outro — o que a deixara ofegante e a fizera se atrasar quando foi anunciada.
Quando Marilyn subiu ao palco, segundo contou o fotógrafo Bill Ray da revista Life, provocou um total silêncio na plateia — até então bastante ruidosa: "Não havia nenhum som. Nenhum som. Era como se estivéssemos no espaço sideral." Ele continua a narrativa dizendo que houve essa grande pausa, a atriz tirou o casaco de pele branca "e, finalmente, ela soltou o inacreditavelmente ofegante 'Happy biiiiirthday to youuuu', e todo mundo pareceu desmaiar." A história registra que ela cantou tão sedutoramente que era como se só os dois estivessem no edifício. Marilyn transformara uma canção infantil que todas as crianças aprendem numa sutil forma de sedução.
Em seguida Marilyn parodiou a canção "Thanks for the Memory", nela colocando a seguinte letra:
"Obrigado, Sr. Presidente,

Por todas as coisas que conquistou 

O modo com que com a U.S. Steel lidou,

E com a tonelada de problemas da gente

Nosso muito obrigado."
Então, um bolo gigantesco foi levado, enquanto Kennedy subia ao palco. Ali, após agradecer a serenata de Marilyn, fez uma defesa das ações de seu governo: "Como Franklin Roosevelt e Harry Truman fizeram antes, esta administração significa um melhor tempo para aqueles na parte inferior, os desempregados, os famintos, os deficientes, aqueles que são analfabetos, aqueles a quem são negados seus plenos direitos constitucionais por motivo de raça ou cor." "...para espalhar a nossa recuperação da última recessão — com obras públicas, o emprego juvenil, reciclagem profissional, e créditos fiscais."; no plano externo declarou que "Nós lutamos por uma comunidade mundial das nações livres e independentes — e temos novos caminhos para alcançá-lo no ritmo das suas culturas, com ajuda externa a longo prazo, e uma ONU mais forte."

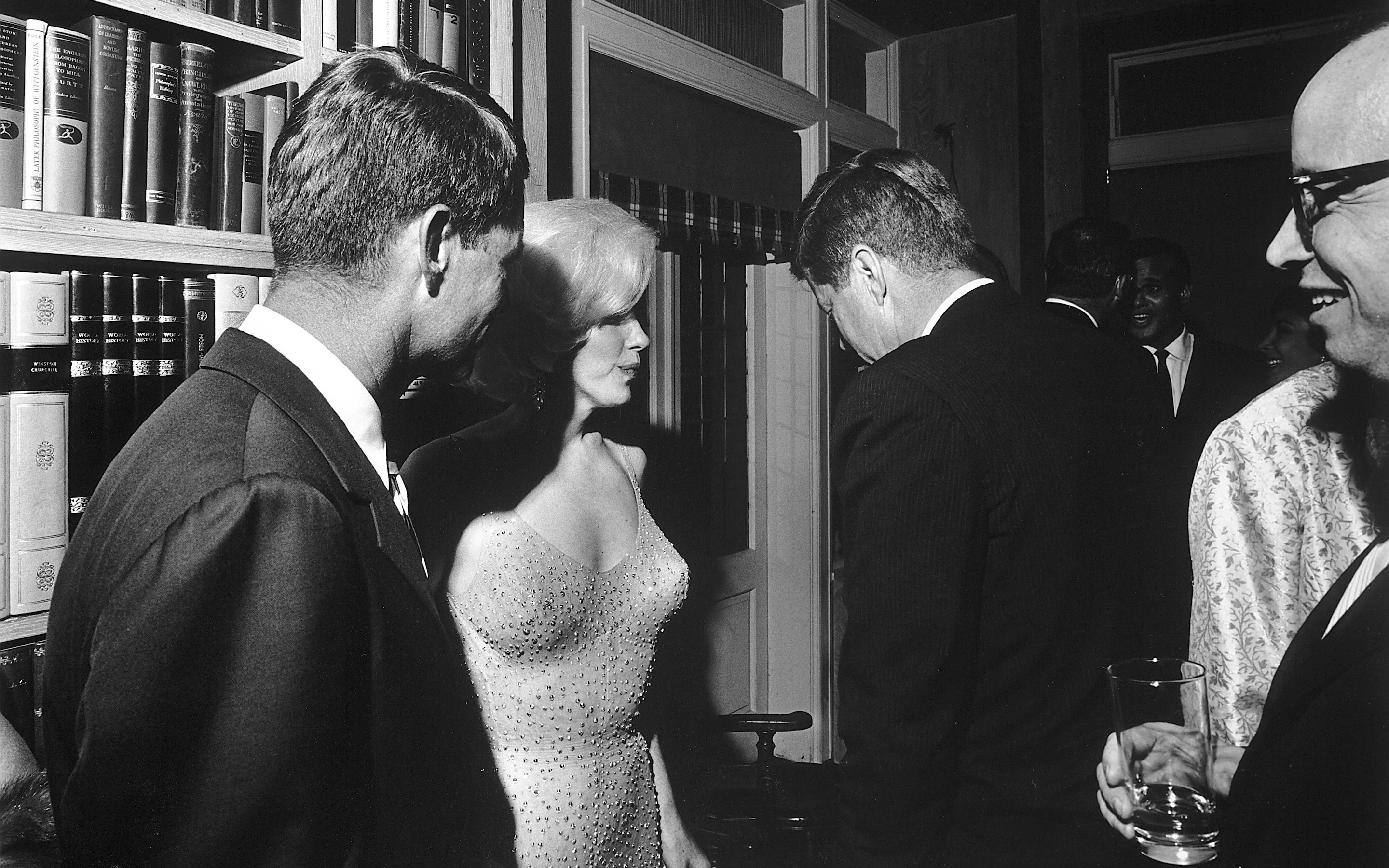
Bobby, Marilyn e JFK no Madison Square Garden.
Única fotografia conhecida em que aparecem Marilyn e os dois irmãos Kennedy

As fotografias e filmes em preto-e-branco que registraram o momento revelam uma austera figura feminina, algumas páginas de papel num velho púlpito de madeira, tudo rodeado por um vazio escuro impenetrável e a imagem de Marilyn não reflete apenas a festa, mas a sua solidão da meia-idade, sua necessidade de afeto e de afirmação, e também o isolamento, o efeito destruidor da fama sobre pessoas despreparadas para receber tamanha atenção — segundo analisou o editor da Life, Ben Cosgrove. Para outros, contudo, as imagens parecem mostrá-la um pouco bêbada. Uma rara gravação a cores em 8 mm da apresentação foi feita por um membro da orquestra de Ella Fitzgerald e levada a leilão pela Julien's Auctions de Beverly Hills, em 2012, junto a outras que mostravam a noite no Madison.
Existe uma única fotografia conhecida em que aparecem Marilyn e os dois irmãos Kennedy, Bobby e JFK; outras que foram tiradas foram apreendidas pelo serviço secreto ou pelo FBI; fora tirada por Cecil Stoughton, fotógrafo funcionário da Casa Branca, e mantida em segredo (segundo disse, para não perturbar Jackie Kennedy pois tanto Marilyn, John como Bobby morreram todos em pouco tempo) por anos até ter seu negativo vendido em leilão, em 2010. Esta imagem só teria sobrevivido porque, quando os agentes foram confiscá-la, os negativos estavam no secador; na fotografia ainda aparecem o cantor Harry Belafonte e o historiador e assessor da Casa Branca, Arthur M. Schlesinger Jr., que em seu diário registrou sobre o encontro com a estrela: "A imagem desta menina requintada, sedutora e desesperada vai ficar sempre comigo (...) Não acho que já vi alguém tão bonita, eu estava encantado com seus modos e humor, ao mesmo tempo tão dissimulado, tão ingênuo e tão penetrante."
Marilyn declarou, quando questionada em sua volta a Hollywood sobre o que fizera, aumentando as especulações: "Veja o quanto eu posso ser malvada, agora que deixaram". Em outro momento declarou: "Eu gostei. Eu gosto de comemorar aniversários. Gosto de saber que estou viva; e você pode sublinhar 'viva'."

## O vestido

A peça de roupa mais cara do mundo.

Feito na cor da pele, extremamente justo a ponto de ser escandaloso, era todo coberto por cristais brilhantes. Colado ao corpo, o vestido cintilante fora projetado para que ela parecesse estar nua, e a fez brilhar em seu caminho até o palco.
A peça de vestuário fora desenhada pelo estilista Jean Louis, um costureiro várias vezes premiado com o Óscar por seus figurinos, e que trabalhava com ela naquele ano mais uma vez, no filme que ficou inacabado Something's Got to Give.
Foi feito de várias camadas de tecido transparente que individualmente mostrariam tudo mas, em conjunto, não mostravam nada; sobre a malha com marcassita havia 2.500 falsos brilhantes. Consta que Marilyn não usou nada por baixo do vestido.

### O mais caro do mundo
O vestido foi parar com o antigo professor de teatro de Marilyn, Lee Strasberg. Em 1999, sua viúva colocou a peça à venda, em leilão, quando foi arrematada por uma companhia novaiorquina chamada Gotta Have It! ("Temos que ter isto") pelo valor de 1.267.500,00 dólares, tornando-o a peça de vestuário mais cara do mundo, na época. Ao ser questionado por que pagara este valor por um vestido cujo valor original fora de meros 12 mil dólares, o presidente da empresa, Robert Schargen, declarou: "Porque nós trapaceamos!"
A posição de mais caro do mundo fora perdida em 2011, quando outro vestido da atriz — o branco que usara no filme "O Pecado Mora ao Lado" — fora vendido pela soma de 4,6 milhão de dólares; com a morte de Martin Zweig, gerente do fundo que havia adquirido a peça em 1999, ele veio novamente a ser colocado à venda pela casa Julien's Auctions; em 17 de novembro de 2016 foi arrematado em leilão pela soma recorde de 4,8 milhão de dólares, superando assim a marca anterior.
O comprador foi a empresa multinacional de exibição de peças únicas e curiosas, Ripley's Believe It or Not! que, em sua página oficial da internet, declarou por seu vice-presidente: "Esta é a peça de roupa mais famosa do século XX. Tem o significado de Marilyn, de Hollywood, de JFK e da política americana. Qualquer museu do mundo gostaria de tê-la em exibição"; Darrien Julien — diretor da Julien's Auctions — havia declarado acerca do objeto que se destacou no leilão, que também trazia outros pertences da atriz: "Marilyn Monroe cantando 'Parabéns para você, senhor presidente' é certamente uma das apresentações improvisadas mais famosas da história dos Estados Unidos".

## A reação de Jackie, repercussão e assédio de Monroe
Jacqueline Kennedy que, junto à cunhada Patricia, imaginara ser a exibição de Marilyn uma vitória após várias derrotas do governo do marido (a exemplo da malfadada Invasão da Baía dos Porcos), não calculou que em vez de uma sensação localizada o caso ganhasse tanta repercussão, e provocasse tanto impacto em sua vida. Uma pessoa menos famosa talvez fizesse a mesma apresentação sem produzir tal efeito, mas a grande celebridade de Marilyn fez acender a ideia de que algo entre ela e o presidente acontecia, despertando a imaginação popular imediatamente: até mesmo a frase de Kennedy após a performance, que era para ser algo meramente engraçado, reforçou a ideia de seriedade, uma vez que ele poderia "se aposentar" depois daquilo.
A colunista teatral sobre a Broadway Dorothy Kilgallen publicou comentário no qual descreveu que a apresentação da atriz fora "como fazer amor com o presidente, ao vivo e direto para quarenta milhões de americanos"; Uma senhora de Nevada declarou: "Eu vi a performance na TV e apenas balancei a cabeça, de desgosto. Eu não me considero puritana, longe disso na verdade (...) Mas tem algo nesse tipo de exposição pública que reduz o respeito pela mulher. Que diabos ela estava querendo provar?"
A questão maior era porque se, no passado, John e seu controlador pai Joe Kennedy conseguiram abafar os casos extraconjugais dele, a partir daquela apresentação a imprensa encontrara algo substancial, e o público, que apenas tinha ouvido falar, adivinhava ou imaginava algo do lado mulherengo do presidente; agora todos tinham o Madison Square Garden a dar vazão aos rumores; John e Marilyn haviam se encontrado a primeira vez seis meses antes, mas os boatos davam ideia de que tinham um relacionamento de muitos anos.

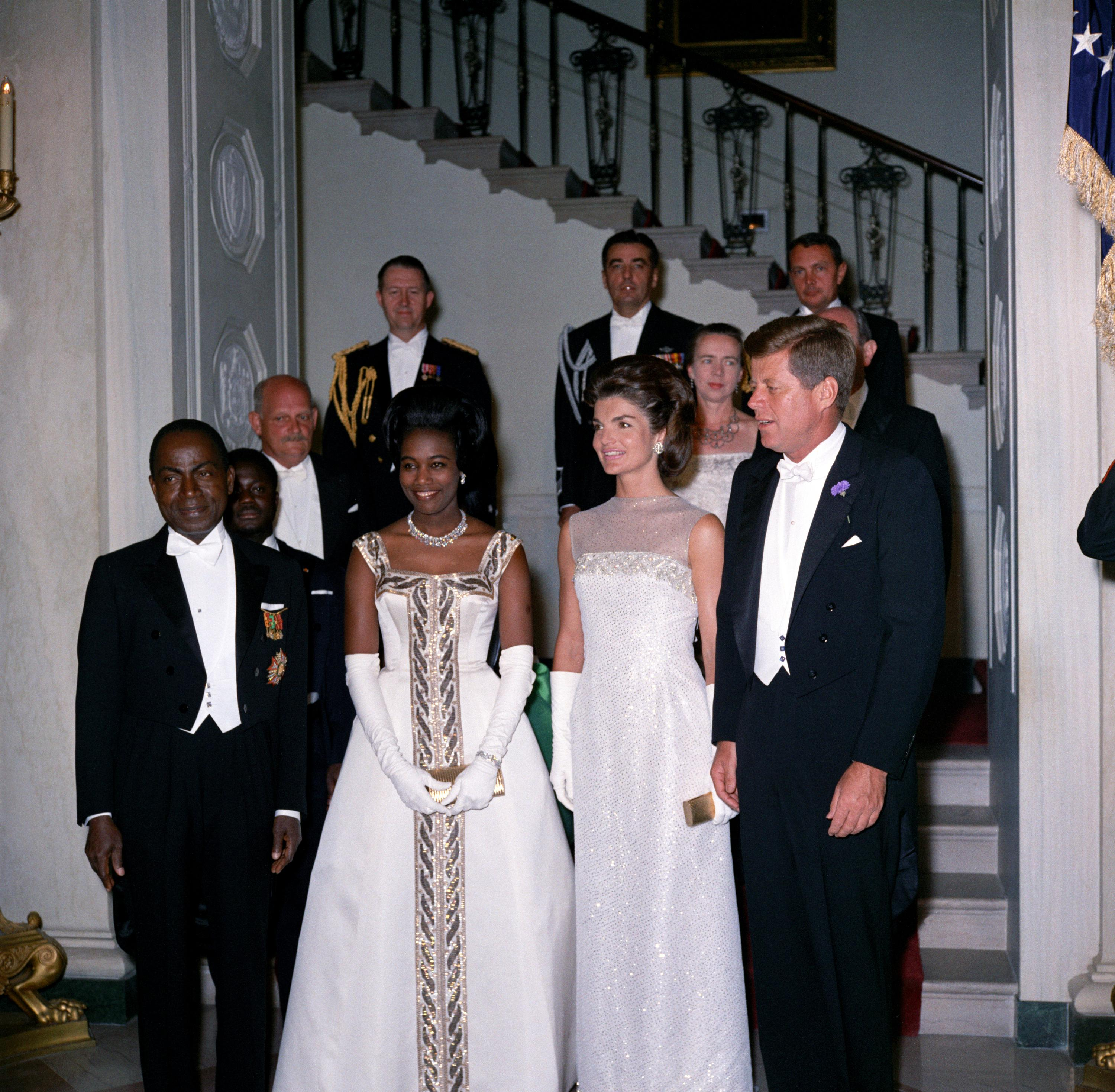
Recepção ao presidente da Costa do Marfim: a imprensa comparou os vestidos da Primeira Dama com o de Marilyn.

No dia seguinte à festa o presidente teve uma agenda de eventos na cidade, tal como um almoço com o prefeito e, finalmente, retornou a Washington, dali indo de helicóptero para a fazenda Glen Ora, retornando à Casa Branca na manhã da segunda-feira — lá encontrando vários recados de Marilyn, que pedia ansiosa um convite para conhecer a residência oficial. Ela era conhecida por telefonar durante o dia e a noite até conseguir o que queria, mas o presidente não a atendeu; continuou a insistir de tal forma que JFK enviou o procurador Bill Thompson até Los Angeles para tentar apaziguá-la; ela continuou tentando até que desistiu quando não obteve qualquer resposta.
Marilyn retomara as filmagens em Hollywood, estava triste e cansada pelos acontecimentos, a tal ponto que seu trabalho foi afetado: não fizeram close-ups (para não exibir-lhe o desgaste) e a maquiagem procurava esconder sua exaustão.
Jackie adotara a estratégia de sempre: ignorar as rivais e, assim, mostrar-se superior a elas; continuou sua programação normal de eventos oficiais, mas não pode evitar as comparações do vestido que usara na recepção ao presidente da Costa do Marfim, Félix Houphouët-Boigny, com aquele usado por Marilyn no Madison Garden.
O casal retornou para Glen Ora onde, na terça-feira 29 de maio, ocorreu a festa de aniversário do presidente em clima familiar.

## Imitações e paródias

J. Lo imita Marilyn para homenagear George Lopez.

Após mais de cinquenta anos da apresentação de Marilyn ela nunca foi esquecida e, em vários momentos, foi reeditada por diversos artistas e representantes da cultura pop — desde cantoras como Madonna a uma paródia em The Simpsons.
Na comédia de 1992 Wayne's World, Mike Myers parodiou a canção vestindo uma cueca e um sutiã cor-de-rosa; no ano seguinte Madonna fez uma apresentação cômica para o programa Saturday Night Live, onde ela cantava sedutoramente para um animado presidente Kennedy; também de 1993 é o filme Marilyn & Bobby: Her Final Affair, com Melody Anderson, que refaz a cena da serenata ao presidente.
No filme para televisão Norma Jean & Marilyn, de 1996, Mira Sorvino faz o papel da atriz na célebre festa de aniversário. Em 1998, a recém-saída do grupo Spice Girls Geri Halliwell fez uma performance na festa de aniversário de 50 anos do Príncipe Charles, ao estilo da atriz americana, cantando-lhe os parabéns.
Na segunda temporada do seriado Breaking Bad (2009), a personagem Skyler White, vivida por Anna Gunn, é obrigada por seu chefe a repetir a performance de Marilyn para satisfazê-lo durante a festa de aniversário da empresa.
No sétimo episódio da sétima temporada de Two and a Half Men (Untainted by Filth, de 9 de novembro de 2009), Charlie Harper (vivido por Charlie Sheen) tenta se lembrar das coisas vividas na bebedeira da noite anterior e se recorda do irmão, Allan, de peruca loira e com uma escova de cabelo como microfone, cantando feito a estrela o Happy Birthday.
Jennifer Lopez fantasiou-se de Marilyn em 2010, e reproduziu a canção no programa de George Lopez, Lopez Tonight, fazendo uma homenagem surpresa ao apresentador onde, em vez de cantar "Mr. President", ela substituiu por "Mr. Lopez". Patrocinada pela China National Petroleum Corporation, J. Lo acabou por repetir a canção, desta feita em 2013, quando se apresentava no Turcomenistão, prestando homenagem ao ditador local, Gurbanguly Berdimuhammedow refazendo a performance de Happy Birthday, Mr. President.
Em 2014, o astro do basquete da NBA Dennis Rodman protagonizou uma imitação de Marilyn, diante de 14 mil pessoas em Pionguiangue, num evento em homenagem ao ditador norte-coreano Kim Jong-un, cantando-lhe os parabéns, pois imaginara que fosse o aniversário dele — muito embora outros tenham pedido para não fazê-lo.
Outras performances dignas de nota tem-se em Lana Del Rey, que fez um tributo a Monroe na abertura do clipe de sua canção National Anthem, com uma breve imitação da célebre performance do Madison. Uma Thurman, no seriado Smash da NBC, também canta os parabéns no papel de uma estrela de Hollywood convidada a interpretar Marilyn para um musical da Broadway. Ou ainda no desenho animado The Simpsons, onde o personagem "Sr. Burns" surge nu de dentro de um bolo, num sonho de seu empregado Smithers, e canta-lhe a música que Marilyn tornou célebre.
Em 7 de janeiro de 2016, durante o intervalo do Superbowl, no já famoso "duelo" de propagandas com o Butterfinger, o chocolate Snickers apresentou uma sósia de Marilyn parabenizando o evento pelos seus 50 anos, reproduzindo a cena da atriz no Madison Square.